# Dennis Lemke

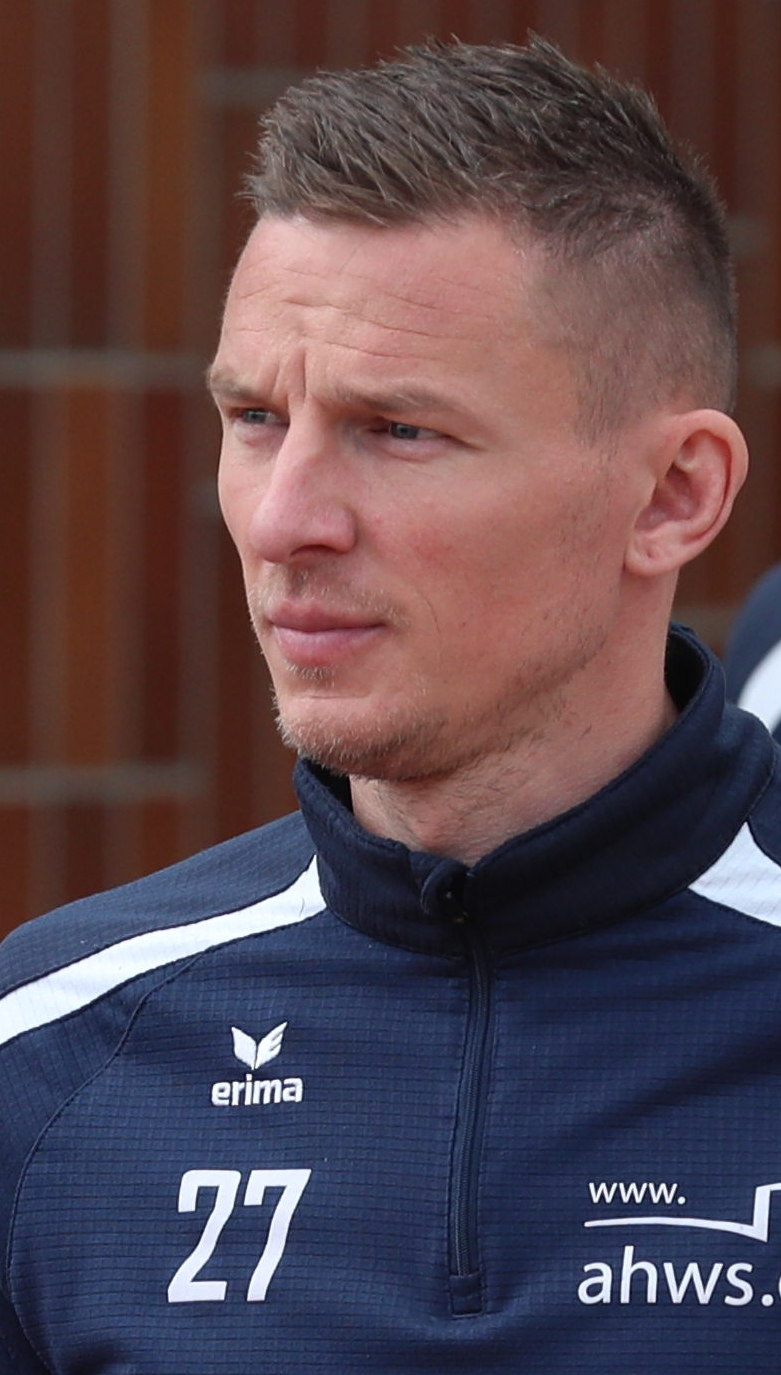
Dennis Lemke (2022)

Dennis Lemke (Berlijn, 8 maart 1989) is een Duits voetballer die als aanvaller speelt.
Lemke begon in 2008 het tweede van Hertha BSC. In 2010 ging hij naar Eintracht Braunschweig en in 2011 speelde hij kortstondig voor FC Carl Zeiss Jena. Aansluitend speelde hij tot 2013 voor SV Babelsberg 03. In het seizoen 2013/14 speelt Lemke voor RKC Waalwijk. Hier maakte hij echter geen enkele minuut. In januari 2014 keerde hij terug bij Babelsberg. In de zomer van 2014 ging hij naar KSV Hessen Kassel. Van 2016 tot 2018 speelde Lemke bij SC Teutonia Watzenborn-Steinberg. Vanaf december 2018 komt hij uit voor VSG Altglienicke.
| Seizoen         | Competitie   | Team                             | Competitie | Competitie |
| Seizoen         | Competitie   | Team                             | Wed.       | Dlp.       |
| --------------- | ------------ | -------------------------------- | ---------- | ---------- |
| 2008/09         | Regionalliga | Hertha BSC II                    | 5          | 0          |
| 2009/10         | Regionalliga | Hertha BSC II                    | 22         | 2          |
| 2010/11         | Regionalliga | Eintracht Braunschweig II        | 15         | 1          |
| 2010/11         | 3.Liga       | Eintracht Braunschweig           | 1          | 0          |
| 2011/12         | Oberliga     | FC Carl Zeiss Jena II            | 3          | 0          |
| 2011/12         | 3.Liga       | SV Babelsberg 03                 | 16         | 0          |
| 2012/13         | 3.Liga       | SV Babelsberg 03                 | 4          | 0          |
| 2012/13         | Eredivisie   | RKC Waalwijk                     | 0          | 0          |
| 2013/14         | Eredivisie   | RKC Waalwijk                     | 0          | 0          |
| 2013/14         | Regionalliga | SV Babelsberg 03                 | 15         | 2          |
| 2014/15         | Regionalliga | KSV Hessen-Kassel                | 29         | 1          |
| 2015/16         | Regionalliga | KSV Hessen-Kassel                | 23         | 2          |
| 2016/17         | Regionalliga | FC Teutonia Watzenborn-Steinberg | 25         | 6          |
| 2018/19         | Regionalliga | VSG Altglienicke                 | 16         | 1          |
| 2019/20         | Regionalliga | VSG Altglienicke                 | 17         | 0          |
| 2020/21         | Regionalliga | VSG Altglienicke                 | 9          | 2          |
| Carrière totaal |              |                                  | 200        | 17         |